# La Grange (Wyoming)
La Grange é uma cidade  localizada no estado norte-americano de Wyoming, no Condado de Goshen.

## Demografia
Segundo o censo norte-americano de 2000, a sua população era de 332 habitantes.
Em 2006, foi estimada uma população de 329, um decréscimo de 3 (-0.9%).

## Geografia
De acordo com o United States Census Bureau tem uma área de
1,0 km², dos quais 1,0 km² cobertos por terra e 0,0 km² cobertos por água. La Grange localiza-se a aproximadamente 1372 m acima do nível do mar.

## Localidades na vizinhança
O diagrama seguinte representa as localidades num raio de 40 km ao redor de La Grange.